# جويل غونثاليث
جويل غونثاليث بونيا (بالإسبانية: Joel González Bonilla، ولد في 30 سبتمبر 1989، فيغيراس، جرندة، إسبانيا) لاعب تايكوندو إسباني.
حصل على الميدالية الذهبية في دورة الألعاب الأولمبية الصيفية عام 2012 في لندن، كما حاز على ميداليتين ذهبيتين في بطولات العالم للتايكوندو، وعلى ميداليتين ذهبيتين في بطولات أوروبا للتايكوندو.

## إنجازاته

### الألعاب الأولمبية الصيفية
- 2012 لندن  المملكة المتحدة:  ميدالية ذهبية في وزن تحت 58 كغم.

### بطولة العالم للتايكوندو
- 2009 كوبنهاغن  الدنمارك:  ميدالية ذهبية في وزن تحت 58 كغم.
- 2011 كيونغ جو  كوريا الجنوبية:  ميدالية ذهبية في وزن تحت 58 كغم.

### بطولة أوروبا للتايكوندو
- 2010 سانت بطرسبرغ  روسيا:  ميدالية ذهبية في وزن تحت 58 كغم.
- 2012 مانشستر  المملكة المتحدة:  ميدالية ذهبية في وزن تحت 58 كغم.

## روابط خارجية
- جويل غونثاليث على موقع TaekwondoData.com (الإنجليزية)
- جويل غونثاليث على موقع أوليمبيديا (الإنجليزية)